# Hvid substans
Hvid substans er en af de to komponenter i centralnervesystemet og består mestendels af myelinerede aksoner. Den anden komponent i systemet er grå substans.
| Anatomi | Spire Denne artikel om anatomi er en spire som bør udbygges. Du er velkommen til at hjælpe Wikipedia ved at udvide den. |